# Faculté de philosophie et de culturologie de l'université fédérale du Sud

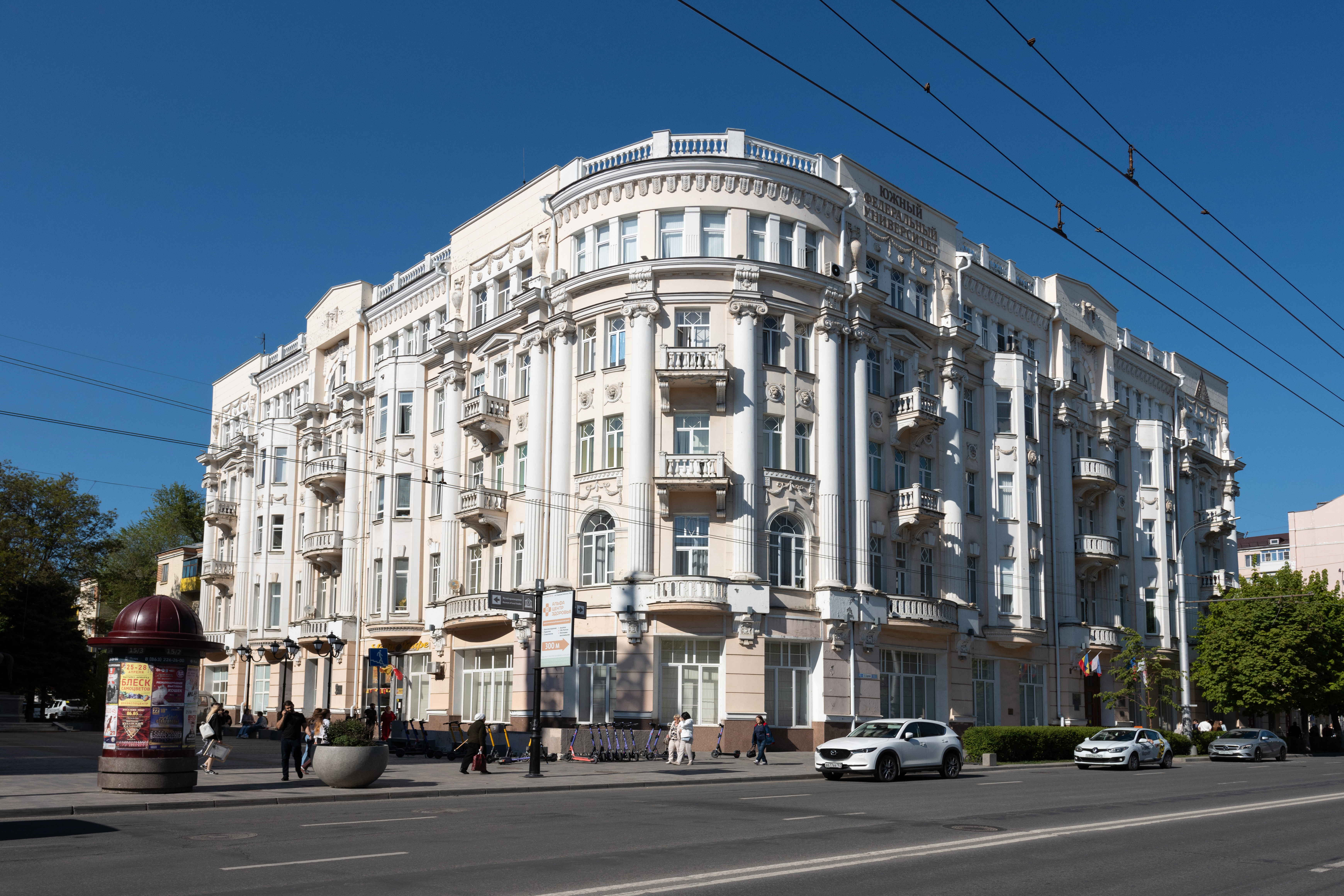
Façade de l'université de Rostov.

La faculté de philosophie et de culturologie de l'université fédérale du Sud est une faculté qui dépend de l'université fédérale du Sud située à Rostov-sur-le-Don en Russie. Elle a été fondée en 1965. Son doyen est le professeur Guénnadi Dratch[en].

## Présentation
Les étudiants du département de philosophie reçoivent un enseignement qui leur permet de recevoir la qualification d'enseignant, leur donnant le droit d'enseigner dans des établissements d'enseignement secondaire et supérieur. Les étudiants du département de culturologie reçoivent un enseignement esthético-artistique et muséal, ainsi que de bibliothécaire, qui leur permet de travailler dans la sphère pratique des métiers de la culture.
Les candidats aux thèses de IIIe cycle et les co-chercheurs de la faculté ont la possibilité de présenter leur thèse en collaboration d'études au niveau de candidat en sciences philosophiques.
En 2012, douze docteurs d'État en philosophie et trente-six candidats au doctorat d'État collaborent à la faculté.
La faculté comprend trois départements : celui de philosophie, celui de culturologie et celui des arts et sciences humaines.
La faculté travaille en lien avec le collège de France, et les universités de Dortmund, Leeds, Varsovie, etc.

## Chaires
- Chaire d'histoire de la philosophie
- Chaire de culturologie historique
- Chaire de philosophie sociale
- Chaire de théorie de la culture, d'éthique et d'esthétique
- Chaire de philosophie et de méthodologie de la science

## Source
- (ru) Cet article est partiellement ou en totalité issu de l’article de Wikipédia en russe intitulé « Факультет философии и культурологии ЮФУ » (voir la liste des auteurs).